# Elecciones generales de Togo de 1979

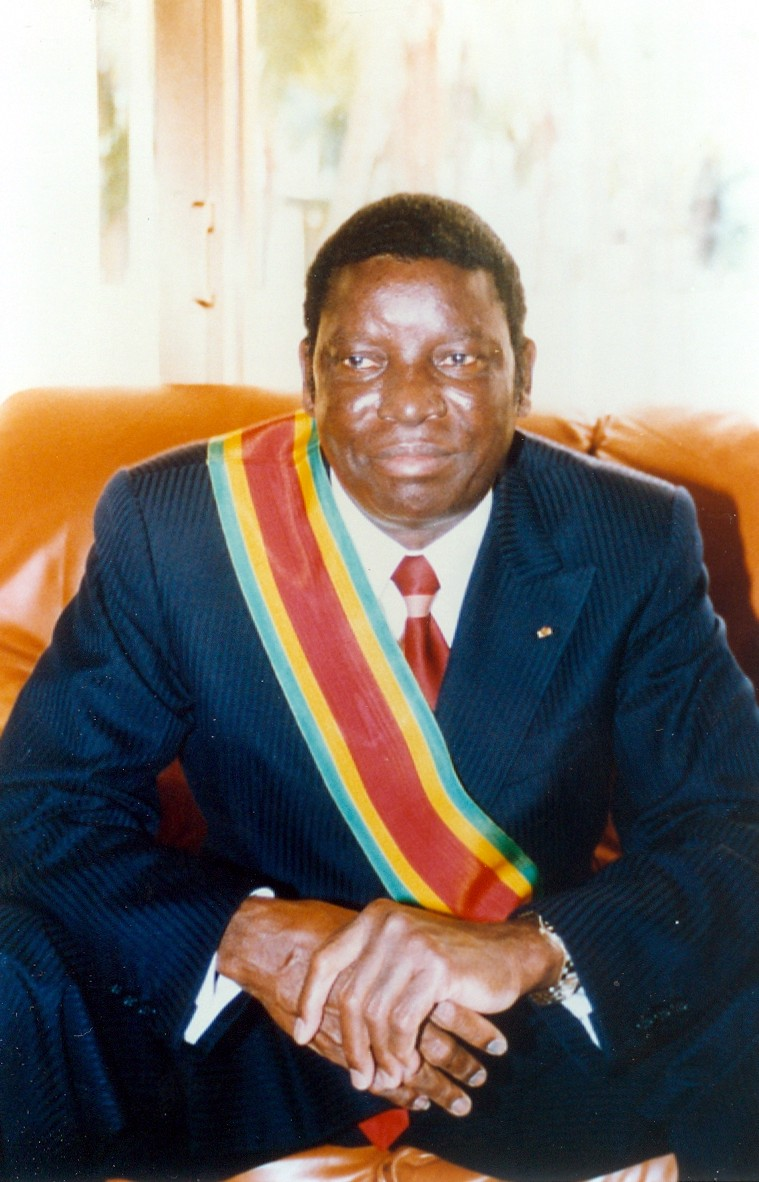
Gnassingbé Eyadéma, ganó las elecciones como candidato único, consolidando el poder de Togo, que mantendrá hasta su muerte en 2005.

Las elecciones generales fueron realizadas en Togo el 30 de diciembre de 1979, junto a un referéndum constitucional que confirmó el estado del país como un estado unipartidista. Gnassingbé Eyadéma, quién había realizado un golpe de Estado en 1967, fue elegido Presidente al postularse como candidato único, mientras que la Unión del Pueblo Togolés (el único partido legal) obtuvo los 97 escaños que conforman la Asamblea Nacional, ya que su lista de 67 candidatos fue aprobada por los votantes. Se informó de que la participación electoral fue de un 99.3% en la elección parlamentaria y un 99.4% en la elección presidencial.

## Resultados

### Presidenciales
| Candidato               | Partido                  | Votos     | %    |
| ----------------------- | ------------------------ | --------- | ---- |
| Gnassingbé Eyadéma      | Unión del Pueblo Togolés | 1.296.584 | 100  |
| Votos en blanco/nulos   | Votos en blanco/nulos    | 267       | –    |
| Total                   | Total                    | 1.296.851 | 100  |
| Participación electoral | Participación electoral  | 1.303.970 | 99.5 |
| Fuente: Nohlen et al.   |                          |           |      |

### Asamblea Nacional
| Partido                  | Votos     | %    | Escaños |
| ------------------------ | --------- | ---- | ------- |
| Unión del Pueblo Togolés | 1.250.942 | 100  | 67      |
| Votos en blanco/nulos    | 43.301    | –    | –       |
| Total                    | 1.294.243 | 100  | 67      |
| Participación electoral  | 1.303.970 | 99.3 | –       |
| Fuente: Nohlen et al.    |           |      |         |